# 志村パーキングエリア

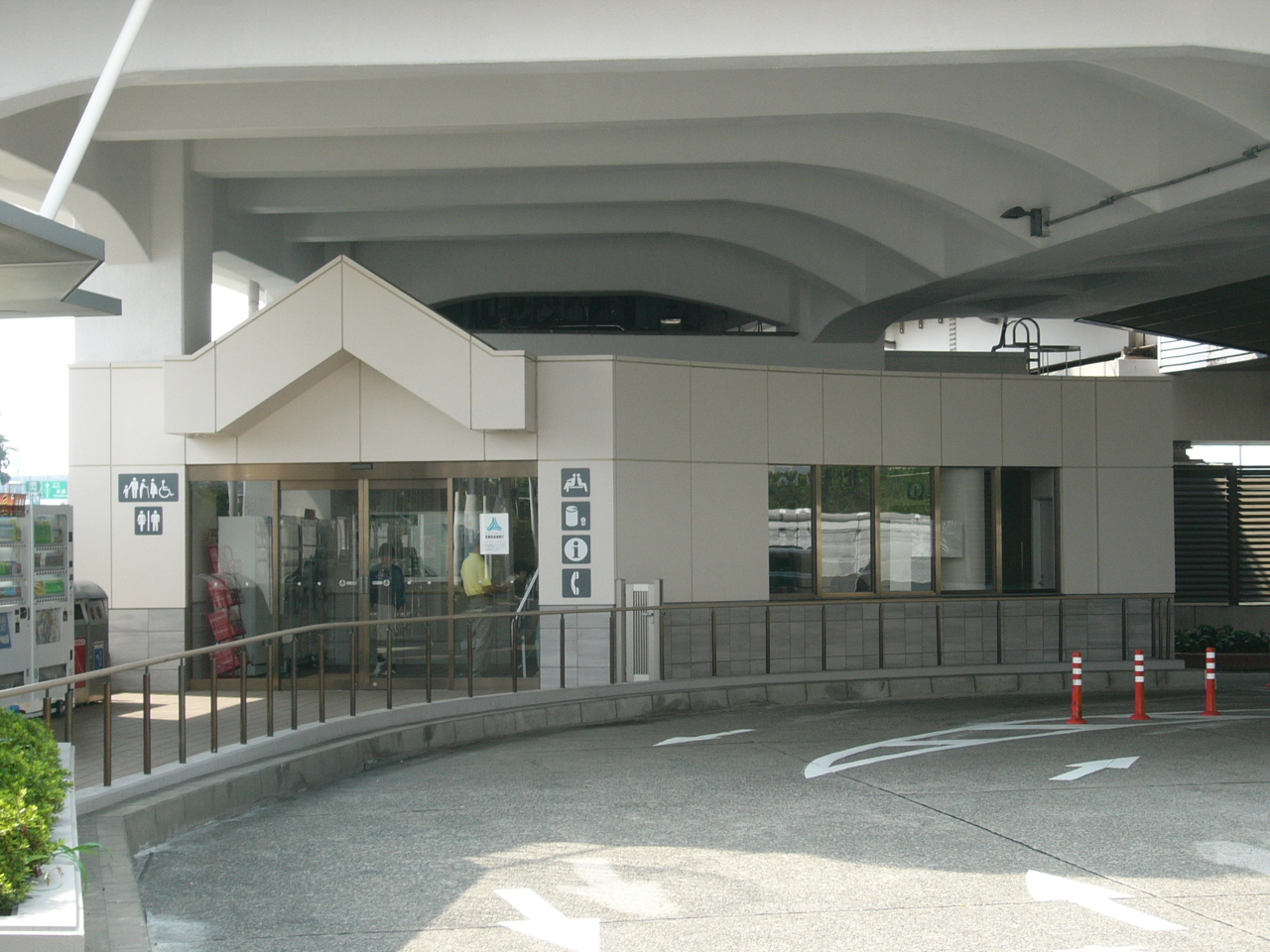
志村PA（2006年8月撮影）

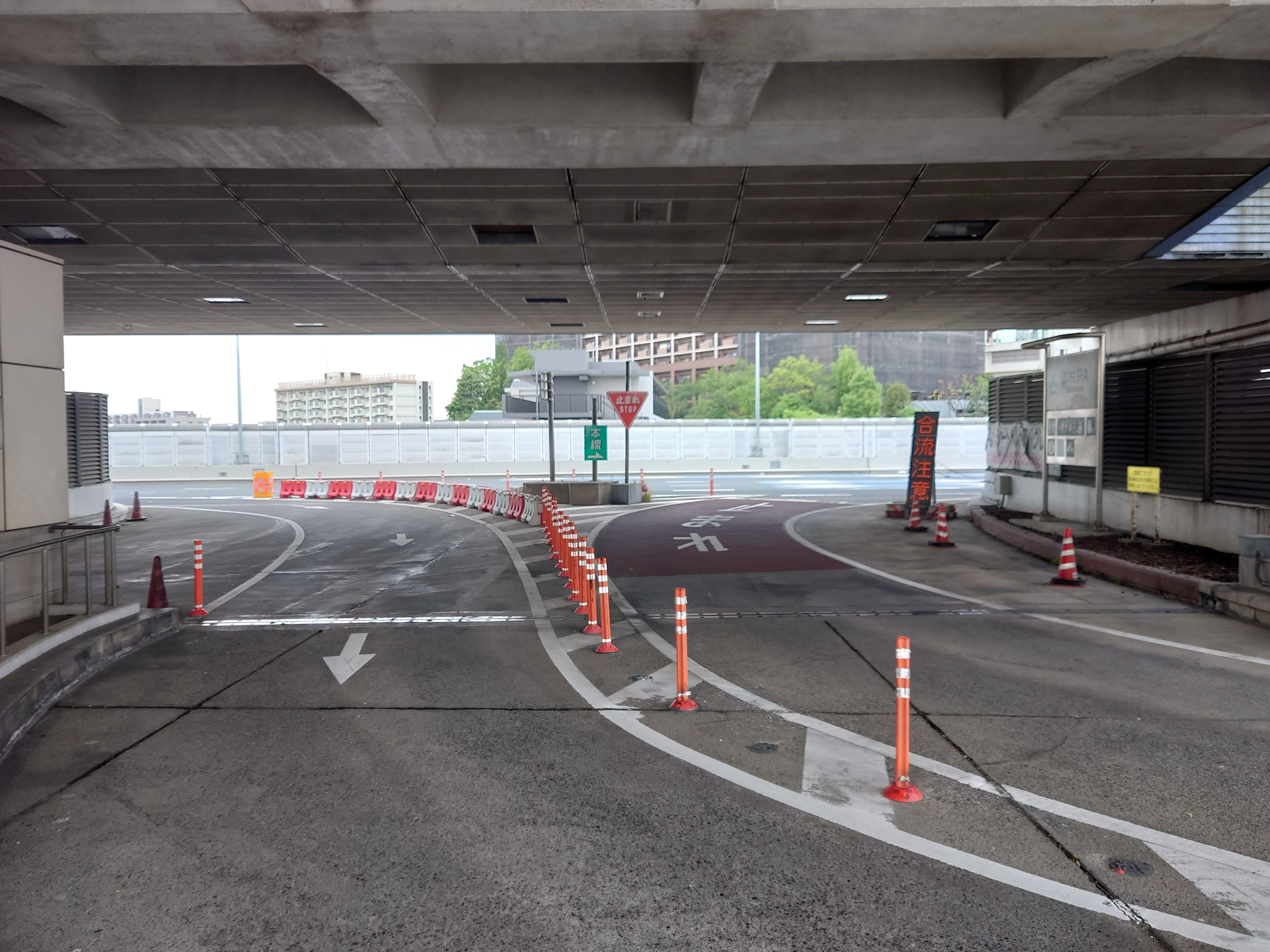
出入口付近

志村パーキングエリア（しむらパーキングエリア）は、東京都板橋区前野町の首都高速道路5号池袋線上にあるパーキングエリアである。
上り線（都心環状線・中央環状線・東京都心方面）にのみ設置されており、中台出入口のすぐ先、志村本線料金所手前の右側に位置している。また同時に首都高パトロール志村交通管理部がある。

## 道路
- 首都高速5号池袋線

## 施設

### 上り線
所在地：東京都板橋区前野町五丁目48-2外
- 駐車場
  - 普通車 12台
  - 大型車 進入不可
  - 身障者用 1台
- トイレ
  - 男 大3（洋3）、小4
  - 女 5（洋5）
  - 身障者用 1
- 自動販売機（飲料4機・食品2機・たばこ1機）
- 公衆電話2つ（うち1つは身障者対応型）

## 隣
首都高速5号池袋線
(511,512)板橋本町出入口 - 志村PA/TB - (513)中台出入口